# Placodiscus resendeanus
Placodiscus resendeanus är en kinesträdsväxtart som beskrevs av Exell & Mendonca. Placodiscus resendeanus ingår i släktet Placodiscus och familjen kinesträdsväxter. Inga underarter finns listade i Catalogue of Life.